# Sibynophis chinensis
Sibynophis chinensis е вид змия от семейство Смокообразни (Colubridae). Видът не е застрашен от изчезване.

## Разпространение
Разпространен е във Виетнам, Китай (Анхуей, Гансу, Гуандун, Гуанси, Гуейджоу, Джъдзян, Дзянси, Дзянсу, Пекин, Съчуан, Фудзиен, Хайнан, Хубей, Хунан, Хънан, Чунцин, Шанси, Шанхай, Шънси и Юннан), Лаос, Провинции в КНР, Тайван, Хонконг и Южна Корея.